# Николай Георгиев (политик)
Вижте пояснителната страница за други личности с името Николай Иванов.
Николай Георгиев Иванов чието популярно име в политиката е Николай Георгиев е български политик от БЗНС, заслужил деятел по опазването на околната среда.

## Биография
Роден е на 19 декември 1906 г. в сливенското село Козарево, днес град Твърдица. През 1923 г. взема участие в Септемврийското въстание. В периода 1932 – 44 г. помага за изграждането на горското кооперативно движение. В годините на Втората световна война е съден за укриване на партизани. От 1944 г. е председател на окръжното ръководство на БЗНС в Сливен. Бил е народен представител в XXVI ОНС и в 1 – IX НС. През 1948 г. става секретар на Постоянното присъствие на БЗНС. Между 1948 и 1958 г. е секретар на НС на Отечествения фронт. Между 1953 и 1958 г. е подпредседател на Бюрото на II НС. В периода 1957 – 1971 г. е заместник-председател на НС на ОФ. От 1958 до 1966 г. е подпредседател на Президиума на III и IV НС. От 9 юли 1971 г. до 7 април 1972 е член на Държавния съвет на НРБ. Бил е подпредседател на VI и VII НС.
Секретар е на Постоянното присъствие на БЗНС от 1948 до 1987 г. Награждаван е с почетните звания „Герой на НРБ“ и „Герой на социалистическия труд“ и с ордените „Георги Димитров“ и „13 века България“., както и на орден „13 века България“. Дядо е на политика от БСП и народен представител Чавдар Георгиев и е вуйчо на политика от БКП и министър на културата 1982 – 1989 г. Георги Йорданов (БКП).
Умира на 18 юни 1987 г. в автомобилна катастрофа със служебния си автомобил в района на гр. Елин Пелин, на път за родния си край.